# JerAZ 762

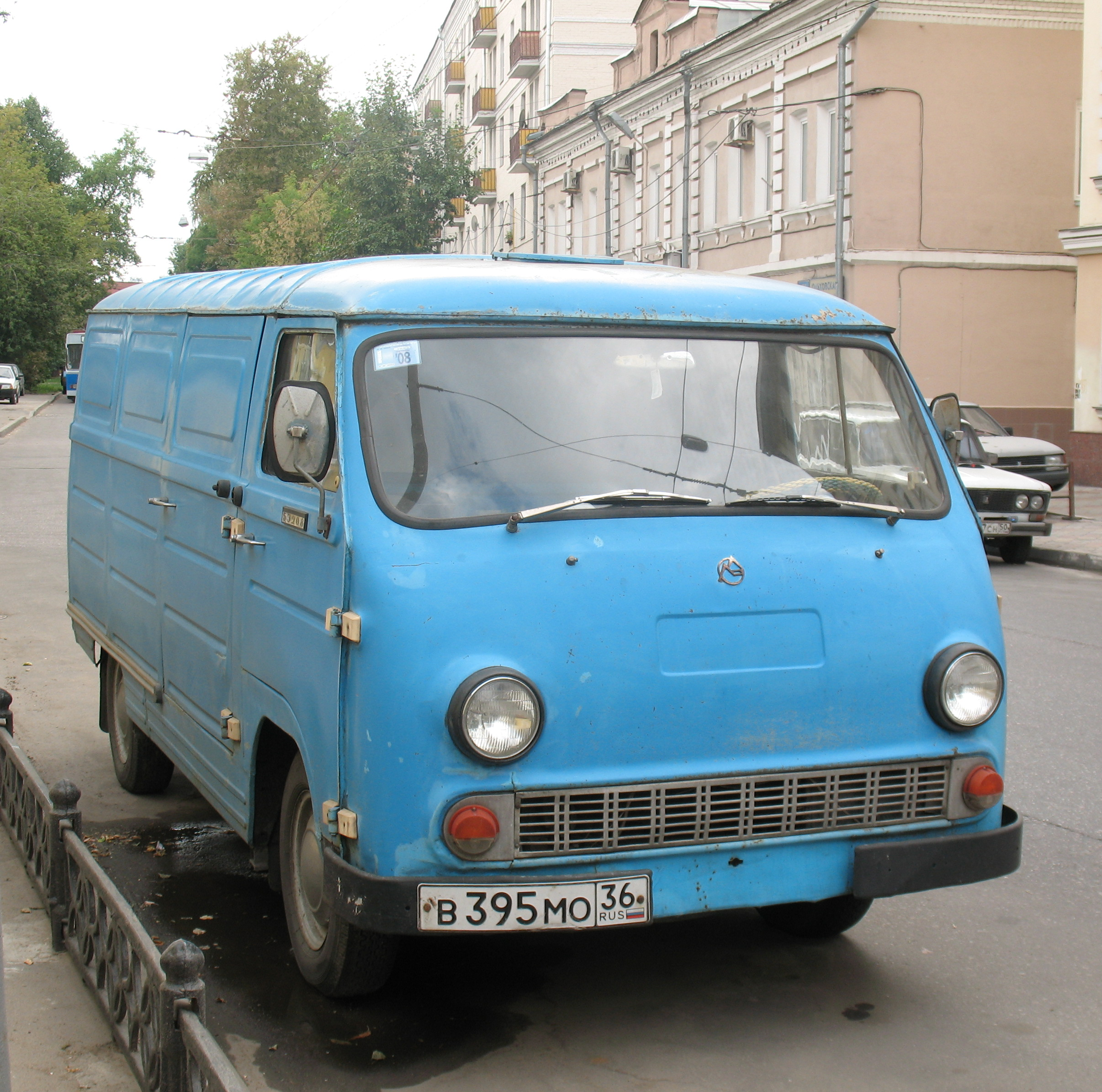
JerAZ 762W

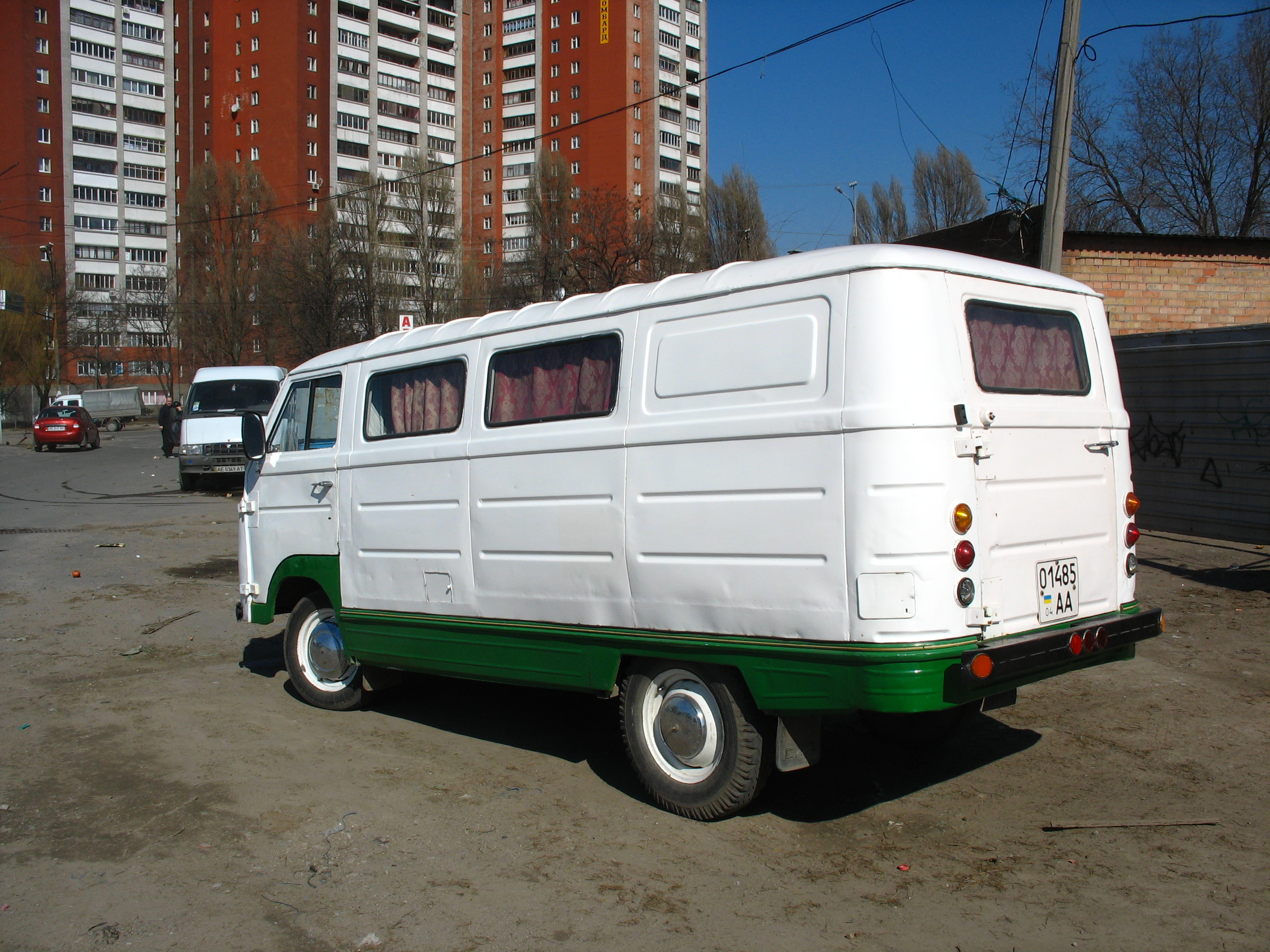
JerAZ 762W

JerAZ 762 (ros. ЕрАЗ-762) – samochód dostawczy produkowany w latach 1966-1991 w ZSRR, a następnie do 1995 roku w Armenii, przez armeńskie zakłady JerAZ w Erywaniu. Stanowił wersję pochodną mikrobusu RAF-977. Podstawową wersją nadwozia był furgon, pod koniec produkcji produkowano także wersje towarowo-osobowe.

## Historia powstania
Do końca lat 50. XX wieku w ZSRR nie produkowano samochodów dostawczych średniej ładowności (do 1 tony), skupiając się na samochodach ciężarowych ładowności 1,5 tony i większych, potrzebnych dla gospodarki narodowej i wojska. Należy podkreślić, że przez cały czas trwania ZSRR, samochody użytkowe nie były w ogóle sprzedawane dla prywatnych użytkowników. Centralnie planowany radziecki przemysł motoryzacyjny rozpoczął prace nad samochodami dostawczymi dopiero po zaspokojeniu głównych potrzeb w zakresie samochodów ciężarowych, zwłaszcza, że w tym czasie władze doszły do wniosku, że przewożenie niewielkich ładunków ciężarówkami jest nieekonomiczne. Jako pierwszy samochód dostawczy opracowano wersję z tylnym napędem terenowego furgonu UAZ-450, oznaczoną UAZ-451, lecz zakłady UAZ miały priorytet produkcji dla wojska i ich produkcja na rynek cywilny była niewystarczająca.
W 1962 roku ryskie zakłady RAF opracowały prototypowy furgon RAF-977K na bazie produkowanego mikrobusu RAF-977D, opartego na podzespołach, w tym silniku, samochodu osobowego GAZ-21 Wołga. Przedział ładunkowy, pozbawiony okien, został w nim oddzielony od przedziału kierowania przegrodą. Miał on jednoskrzydłowe drzwi z tyłu oraz z prawej strony. Podłoga i ściany były usztywnione od wewnątrz drewnianymi listwami. Ładowność wynosiła 850 kg. Konwersja nie była szczególnie udana, gdyż mikrobus miał wady w postaci małej wytrzymałości samonośnego nadwozia i przeciążenia przedniej osi, lecz była to jedyna dostępna gotowa konstrukcja. Z powodu ograniczonych możliwości produkcyjnych zakładów w Rydze, które produkowały mikrobusy i karetki, produkcję furgonu postanowiono uruchomić gdzie indziej. Wybór władz przemysłu motoryzacyjnego padł na nowo budowane zakłady wózków widłowych Awtopogruzczik w Erywaniu w Armeńskiej SRR, przekształcone w 1965 roku w Erywańskie Zakłady Samochodowe (JerAZ - Jeriewanskij Awtomobilnyj Zawod). 

## Produkcja i rozwój
Pierwsze dwa furgony JerAZ-762 wyprodukowano w kwietniu 1966, ale produkcja początkowo szła wolno i do końca roku zbudowano ich 66. Do 1968 roku możliwości produkcyjne wynosiły tylko 1000 samochodów rocznie. Elementy podwozia były dostarczane z fabryki GAZ, a silniki z Zawołżanskiej Fabryki Silników (ZMZ). Do czasu otwarcia własnej tłoczni w 1970 roku, blachy nadwozia były sprowadzane z fabryki RAF. Przystąpiono następnie do rozbudowy zakładów, zainstalowano taśmę produkcyjną i w 1973 roku możliwości produkcyjne sięgnęły 6500 samochodów. Po kolejnej rekonstrukcji zakładów i wprowadzeniu nowoczesnej podwieszanej linii produkcyjnej, w 1976 roku produkcja wzrosła do 10 000, a w 1980 roku do 13 000. W 1982 wyprodukowano stutysięczny samochód zakładów JerAZ (JerAZ-762W). 
We wrześniu 1971 wdrożono do produkcji zmodernizowaną wersję furgonu JerAZ-762A. Usztywniono w niej nadwozie, dodając po trzy przetłoczenia w ścianach bocznych (prostokątne z zaokrąglonymi rogami), odpowiadające położeniem oknom w wersji mikrobusu. W 1976 roku zastąpiła ją wersja JerAZ-762B (ros. ЕрАЗ-762Б), w której dla dalszego usztywnienia nadwozia dodano trzy wystające przetłoczenia wzdłużne (żebra) w dolnej części ścian.
W 1979 roku wprowadzono do produkcji ostateczną wersję furgonu JerAZ-762W (ros. ЕрАЗ-762В; W – trzecia litera rosyjskiego alfabetu). Z zewnątrz odróżniała się wgłębionymi wzdłużnymi przetłoczeniami w miejsce wypukłych. Ponadto, wewnątrz przetłoczeń odpowiadających oknom pojawiły się dodatkowe mniejsze wypukłe przetłoczenia (na zdjęciach te przetłoczenia widoczne są także na części samochodów JerAZ-762B). Wymieniono także silnik ZMZ-21A, pochodzący z pierwszej Wołgi GAZ-21, na nowszy ZMZ-24-01 z Wołgi GAZ-24, o tej samej pojemności. Moc wzrosła z 75 do 85 KM, a ładowność do 1150 kg. Później zastosowano jeszcze nowszy silnik ZMZ-402.10 (ze zmodernizowanej Wołgi GAZ-24-10) oraz tylny most i skrzynię biegów od UAZa.
Od 1968 roku produkowano wersję JerAZ-62I z nadwoziem izotermicznym do przewozu artykułów spożywczych – nie miała ona bocznych drzwi, a wnętrze nadwozia miało izolację termiczną i wewnętrzne poszycie z blachy aluminiowej. Produkowano je następnie w niewielkich seriach także na bazie kolejnych modeli; ostatnim był JerAZ-762WI. W 1969 powstał model z instalacją chłodniczą JerAZ-762R  (od ros. refriżerator), lecz nie wszedł do produkcji.

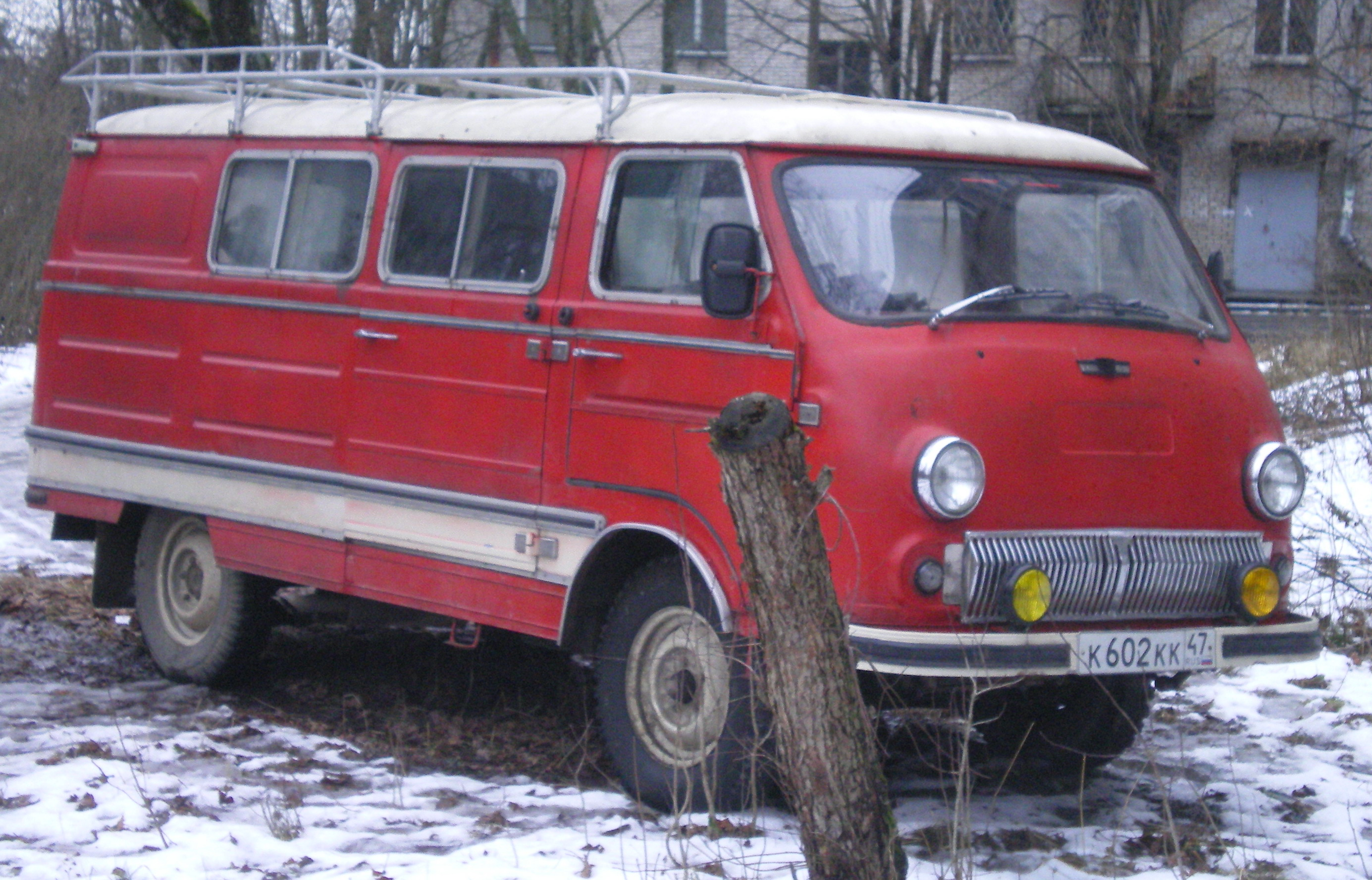
Towarowo-osobowy JerAZ 762WGP (atrapa chłodnicy jest nieoryginalna)

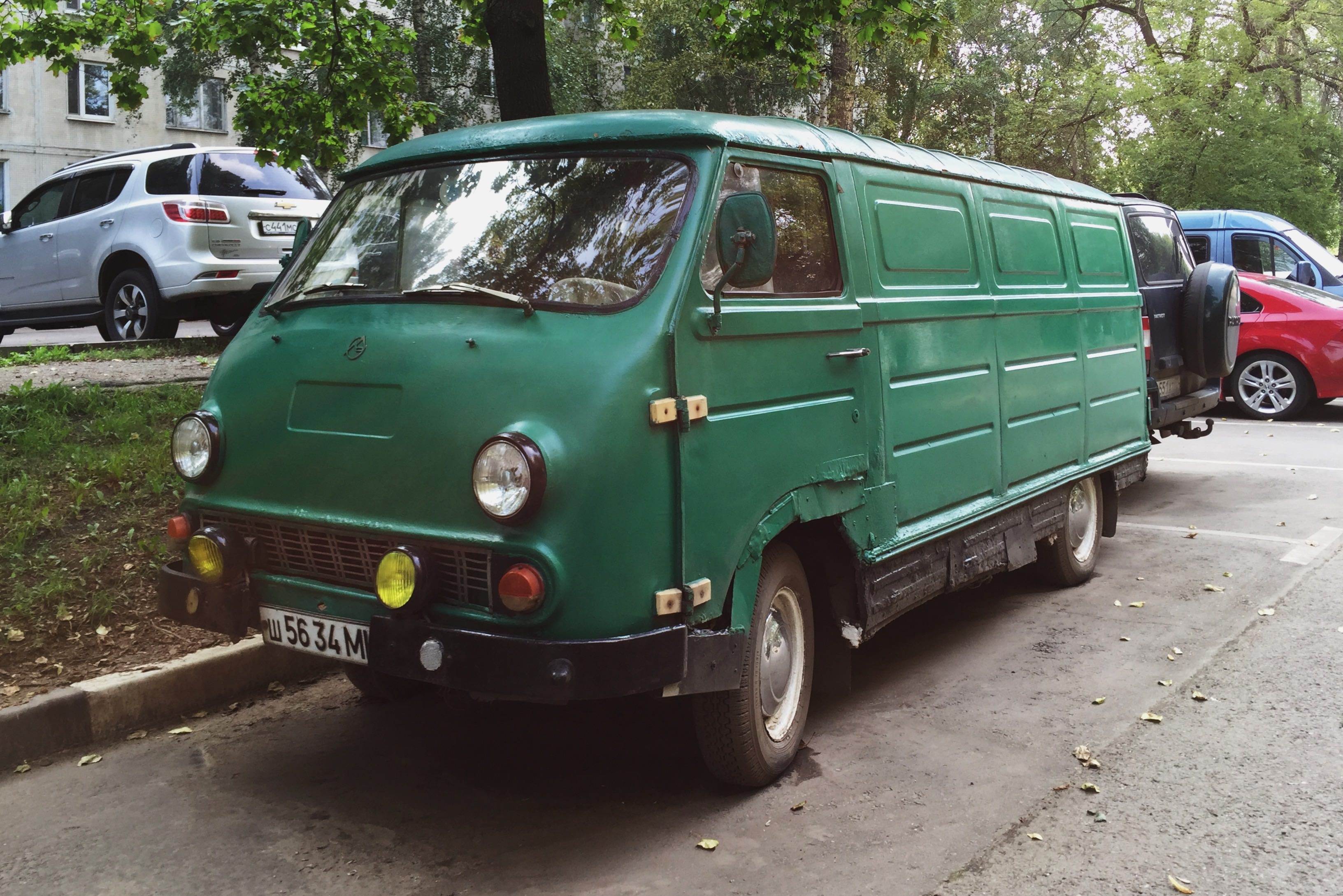
JerAZ 762W

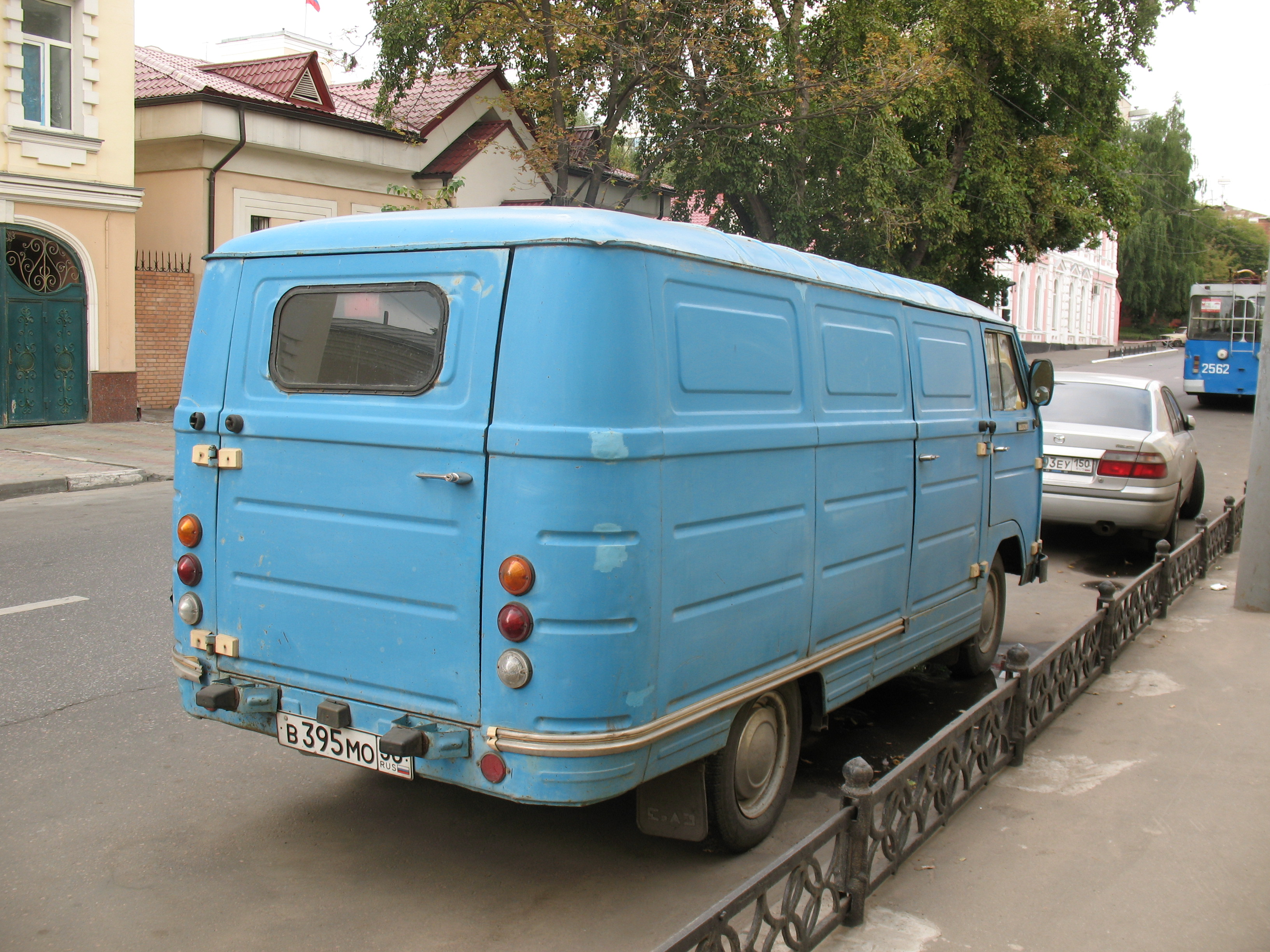
JerAZ 762W

W latach 90. fabryka JerAZ znalazła się w niepodległej Armenii i podobnie jak inne poradzieckie zakłady, musiała konkurować na wolnym rynku, w zmienionej sytuacji ekonomicznej.	W celu zwiększenia konkurencyjności, próbowano rozszerzyć gamę modeli. Furgon przeszedł odwrotną metamorfozę do jego powstania, gdyż opracowano mikrobus 762WJe, analogiczny do RAF-977. Nie był on jednak produkowany seryjnie, w odróżnieniu od wersji towarowo-osobowej JerAZ-762WGP, która zyskała stosunkowo dużą popularność ze względu na zwiększoną uniwersalność (ros. ЕрАЗ-762ВГП, od: W gruzo-pasażerskaja). Mieściła ona 7 osób wraz z kierowcą i miała częściowo przeszklone nadwozie, a w tylnej części przedział bagażowy. Jej ładowność wynosiła 575 kg. W 1994 roku pojawiła się też wersja ciężarówki skrzyniowej ładowności 775 kg z długą 5-osobową kabiną JerAZ-762WDP. W latach 90. zastosowano nowocześniejsze detale, jak czarna plastikowa krata atrapy chłodnicy, nowe zderzaki z plastikowymi nakładkami, lusterka, elementy wnętrza, lecz bez większych modernizacji samej konstrukcji. Mimo atrakcyjnej ceny samochodów, produkcja i sprzedaż jednak spadała, na co wpływ miała niska jakość i przestarzała konstrukcja samochodu, połączone z ogólnymi problemami ekonomicznymi zakładów, inflacją, koniecznością sprowadzania części z zagranicy (innych krajów poradzieckich) i trudnościami w sprzedaży za granicą. W 1994 roku cała produkcja zakładów (łącznie z nowszą generacją modeli) wyniosła jedynie 316 pojazdów. Produkcja modelu 762 zakończyła się na początku 1995 roku, a wkrótce potem zakłady JerAZ upadły.

## Dane techniczne
JerAZ-762B - główne źródło:
- Długość/szerokość/wysokość: 5030 / ? / 2180 mm
- Rozstaw osi: 2700 mm
- Rozstaw kół przód/tył: 1410 / 1420 mm
- Masa własna: 1475 kg
- Masa całkowita: 2625 kg
- Prześwit (obciążony): 205 mm
- Długość/szerokość/wysokość przedziału ładunkowego: 3300 / 1640 / 1385 mm
- Szerokość drzwi tylnych: 966 mm

- Silnik: ZMZ-977 - gaźnikowy, 4-suwowy, 4-cylindrowy rzędowy, górnozaworowy, chłodzony cieczą, umieszczony podłużnie z przodu, napędzający koła tylne
- Pojemność skokowa: 2445 cm³
- Średnica cylindra x skok tłoka: 92 x 92 mm
- Moc maksymalna: 75 KM przy 4000 obr./min
- Maksymalny moment obrotowy: 17 kgf • m przy 2200 obr./min
- Stopień sprężania: 6,7:1
- Gaźnik: K-124
- Skrzynia przekładniowa mechaniczna 3-biegowa, synchronizowana na 2. i 3. przełożeniu
- Sprzęgło: suche jednotarczowe
- Przekładnia główna: hipoidalna, przełożenie 4,55

- Zawieszenie przednie: niezależne – poprzeczne wahacze resorowane sprężynami, teleskopowe amortyzatory hydrauliczne dwustronnego działania
- Zawieszenie tylne: zależne – sztywna oś na podłużnych resorach półeliptycznych, teleskopowe amortyzatory hydrauliczne dwustronnego działania
- Hamulce: przednie i tylne bębnowe, hydrauliczne, ze wspomaganiem próżniowym, dwuobwodowe; hamulec ręczny mechaniczny na koła tylne
- Ogumienie: 7,00-15

- Prędkość maksymalna: 110 km/h
- Zużycie paliwa: 12 l/100 km przy V=60 km/h
- Najmniejszy promień skrętu: 6,7 m